# Els Tres Turons (Blanes)
Els Tres Turons és una serra situada entre els municipis de Blanes i de Lloret de Mar a la comarca de la Selva, amb una elevació màxima de 175 metres.